# جيري تورنر (صحفي)
جيري تورنر (بالإنجليزية: Jerry Turner)‏ هو صحفي ومذيع أخبار أمريكي، ولد في 6 أغسطس 1929 في ميريديان في الولايات المتحدة، وتوفي في 31 ديسمبر 1987 في بالتيمور في الولايات المتحدة بسبب سرطان المريء.